# Rhigiophyllum
Rhigiophyllum, monotipski biljni rod iz porodice zvončikovki. Jedina vrsta je polugrm ili grm iz Južne Afrike, ograničen na provinciju Western Cape

## Opis
Sa svojim cjevastim cvjetovima i listovima u obliku jajeta jedinstveni je član južnoafričke porodice zvončića iz južnog Overberga. To je rijetko razgranat grm, visok ± 0,3 — 0,45 m. Njegovi široko jajoliki, kožasti listovi se preklapaju, u četiri reda. Lancetasti pricvjetni listovi pokrivaju azurno-ljubičaste cvjetove, koji su skupljeni u glavici. Vjenčić je izdužen i sastoji se od duge uske cijevi završene s pet raširenih režnjeva. Pet epipetalnih (na laticama) prašnika pričvršćeno je ispod vrha cijevi vjenčića, ali se niti protežu prema dolje gotovo do baze. Vrh je filiforman, izbočen i završava u tri kratka stigmatična režnja.
Unutar donjeg jajnika nalaze se slobodne karpelne strukture, od kojih svaka ima dva do nekoliko visećih ovula pričvršćenih pri vrhu. Čini se da neke ovule pobacuju prije zrelosti, ostavljajući samo jedno sjeme po strukturi. Čahura se otvara pomoću čepa koji se sastoji od gornjeg dijela jajnika i lista, okruženog postojanim vjenčićem. Linija dehiscencije je iznad režnjeva čaške, a sjemenke (unutar sjemenskih džepova) se raspršuju kroz usku rupu.

## Status zaštite
Vrsta je navedena kao ranjiva (Raimondo et al. 2009.) i poznata je s oko 10 lokaliteta. Prijeti mu invazivne strane biljke i gubitak staništa zbog poljoprivrede.

## Rasprostranjenost i stanište
Rhigiophyllum squarrosum endem je Južne Afrike na tlima siromašnim hranjivim tvarima povezanim s padinama pješčenjaka i poznat je samo u jugozapadnom dijelu Western Capea gdje se pojavljuje od Akkedisberga, sjeveroistočno od Stanforda, do Napiera i Bredasdorpa.

## Derivacija imena i povijesni aspekti
Hochstetter (1842) ustanovio je rod Rhigiophyllum za jedinu vrstu R. squarrosum, koja je prvi put sakupljena blizu Elima, Bredasdorp. Ime Rhigiophyllum izvedeno je iz grčkog rhigios što znači krut, i phyllon, list, referenca na krute listove biljke.